# Учасники російсько-української війни У
Учасники російсько-української війни, прізвища яких починаються з літери У:
1. Уваров Дмитро Сергійович
2. Уваров Сергій Анатолійович[1]
3. Угрин Юрій Юрійович
4. Угринович Олег Анатолійович
5. Угринович Олександр Іванович
6. ‎Угрожді Олександр Йосипович
7. Угрюмов Сергій Леонідович
8. Удовицький Ігор Миколайович
9. Удовенко Артем Володимирович
10. Удовенко Микола Володимирович
11. Удовенко Олександр Валерійович
12. ‎Удовиченко Роман Миколайович
13. Удовіченко Андрій[2]
14. Удовіченко Олександр Анатолійович
15. Ужейко Анатолій Іванович
16. Узіков Станіслав Вадимович
17. Український Дмитро Михайлович
18. Українець Валентин Юрійович
19. Українець Владислав Петрович
20. Українець Володимир Володимирович
21. Українець Дмитро Анатолійович
22. Українцев Віталій Леонідович
23. Улезько Іван Леонідович
24. Улітенков Сергій Олександрович
25. Ульман Кирило[3]
26. Ульяницький Олег Миколайович
27. Уманець Андрій Миколайович
28. Умінський Олег Феліксович
29. Унгурян Юрій Юрійович
30. Унгуряну Сергій Анатолійович
31. Упоров Ігор Романович
32. Урбанович Денис Йосипович
33. Урсатій Іван Олегович
34. Урожай Олег Миколайович
35. Урсул Віктор Миколайович
36. Урсул Олександр Олександрович
37. Урсулович Петро Володимирович
38. Уршалович Микола Петрович
39. Ус Анатолій Вікторович
40. Ус Артем Володимирович
41. Ус Борис Олексійович
42. Ус Тетяна Миколаївна
43. Усатий Андрій Григорович
44. Усач Андрій Олександрович
45. Усаченко Віктор Єгорович
46. Усенко Володимир Всеволодович
47. Усенко Людмила Франківна
48. Усик Артем Вікторович
49. Усик Ігор Олегович
50. Усик Роман Володимирович
51. Усик Тарас Степанович
52. Усік Руслан Вікторович
53. ‎Усліков Олег Станіславович
54. Усов Анатолій Миколайович (військовик)
55. Усов Павло Віталійович
56. Усов Станіслав Русланович
57. Усовський Антон Олександрович
58. Усс Степан Миколайович
59. Устименко Борис Павлович
60. Устименко Денис Юрійович
61. Устименко Максим Юрійович
62. Устименко Олександр Анатолійович
63. Устимюк Анатолій Іванович
64. Устілко Дмитро Сергійович
65. Утва Назар Геннадійович
66. Утікалко Костянтин Володимирович
67. Уткін В'ячеслав Олександрович
68. Уткін Вадим Іванович
69. Уткін Олександр Анатолійович
70. Ухарський Федір Валерійович
71. Ушаков Вадим Сергійович
72. Ушаков Дмитро Миколайович
73. Ушаков Едуард Анатолійович
74. ‎Ушаков Олександр Володимирович
75. Ушенко Дмитро[4]
76. Ушкевич Андрій Володимирович
77. Ушкевич Сергій Володимирович
78. Ушко Артур Анатолійович
79. Ушко Володимир Володимирович
80. Ушков Віктор Валерійович
81. Ушков Юрій Едуардович
82. Ущапівський Андрій Миколайович